# توماس نازاربکیان
ژنرال تُوْماس هوهانسی نازاربکیان (ارمنی: Թովմաս Հովհաննեսի Նազարբեկյան؛ ۴ آوریل ۱۸۵۵ – ۱۹ فوریهٔ ۱۹۳۱) یک ژنرال اهل ارمنستان در ارتش روسیه در قفقاز و دیرتر سپهبد سرشناس در اولین جمهوری ارمنستان بود.

## ابتدای زندگی
تحصیل در آکادمی نظامی در مسکو را در سال ۱۸۷۴ میلادی به پایان رساند.
درگیرهای اولیه وی شامل جنگ روسیه و عثمانی (۷۸–۱۸۷۷) و جنگ روسیه و ژاپن (۰۵–۱۹۰۴) بودند.
بخاطر مشارکت در حمله به قلعه آرداهان در طی جنگ روسیه و عثمانی (۷۸–۱۸۷۷) نشان سنت استانیلائوس به وی اعطا شد. همچنین بخاطر موفقیت در ارزروم نشان سنت آنا به وی اعطا شد. در سال ۱۹۰۲ به درجه کلنلی ترفیع یافت. سال‌ها بعد در جنگ روسیه و ژاپن (۰۵–۱۹۰۴) نازاربکیان به خاطر برجسته در طی نبرد موکدن به دریافت شمشیر طلایی به خاطر شجاعت مفتخر شد. پس از جنگ نیز در سال ۱۹۰۸ به درجه سرلشکری نایل شد.

## جنگ جهانی اول

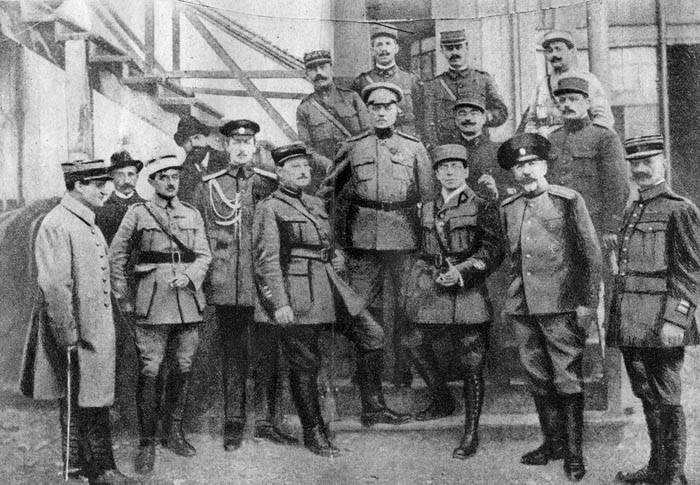

به دنبال وقوع جنگ جهانی اول او به عنوان ژنرال برای جبهه قفقاز انتخاب شد. شامل پیروزی در نبرد دیلمقان

## اولین جمهوری ارمنستان
نازاربکیان به عنوان اولین رئیس ستادکل نیروهای مسلح اولین جمهوری ارمنستان برگزیده شد. وی دانش و تجربیات خویش را برای ایجاد ارتش منظم ارمنستان به کار برد؛ و در تاریخ ۱۵ ژوئیه ۱۹۱۹ درجه سپهبدی به وی اعطا شد.
در حین اتحادیه شوروی شدن ارمنستان او به همراه دیگر افسران ارمنی بازداشت شد، اما چهار ماه بعد آزاد شد. او در زادگاهش سکونت گزید، و مجموعه خاطرات دربارهٔ نبرد دربارهٔ لشگرکشی قفقار بین سال‌های ۱۹۱۴ تا ۱۹۱۸ را به رشته تحریر درآورد. نازاربکیان تا زمان مرگش در سال ۱۹۳۱ در تفلیس باقی ماند.

## نشان‌ها

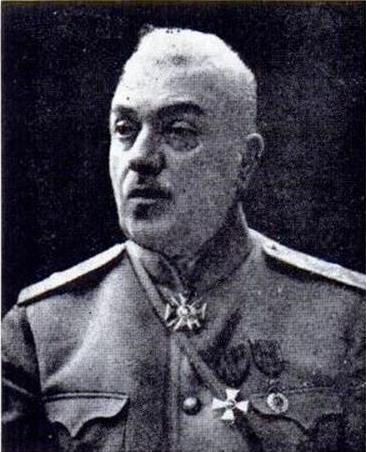

- Order of Saint Stanislaus, درجه سوم به همراه Swords, "For excellence in the storming of the fortress Ardahan" (۱۸۷۷)
- Order of St. Anna, درجه سوم به همراه Swords, "For distinguished service under Erzurum" (۱۸۷۸)
- Order of St. Anna, درجه دوم به همراه Bow, "25 years of service" (۱۸۷۸)
- Gold Sword for Bravery (18 June 1906)[۵]
- Order of St. Vladimir, درجه سوم به همراه Swords (۱۹۰۵)
- Order of Saint Stanislaus, درجه یکم به همراه Swords (۱۹۱۵)
- Order of St. Anna, درجه یکم (۱۹۱۵)
- Order of St. George, درجه چهارم (۷ ژانویه ۱۹۱۶)
- Order of St. Vladimir, درجه دوم به همراه Swords (۱۹۱۶)
- Gold Sword for Bravery
- Medal "In memory of the 300th anniversary of the reign of the Romanovs"